# Helmond-West
Helmond-West is een wijk in Helmond en beslaat het gebied tussen Stiphout en Helmond 't Hout.
Binnen Helmond-West bevinden zich de buurten Oranjebuurt en het Haagje. Na het centrum van Helmond bevinden zich in Helmond-West zonder twijfel de oudste woonwijken van de stad.
Hoofdplaats: Helmond

Wijken: Binnenstad · Helmond-Oost · Helmond-Noord · 't Hout · Brouwhuis · Helmond-West · Warande · Stiphout · Rijpelberg · Dierdonk · Brandevoort · Industriegebied Zuid

Buurtschappen: Berenbroek · Croy · De Weijer · Diepenbroek · Geeneind · Kloostereind · Kranenbroek · Kruisschot (Dierdonk) · Kruisschot (Stiphout) · Medevoort · Overbrug · Rijpelberg · Scheepstal 

Noord-Brabant: Steden en dorpen      Nederland: Provincies · Gemeenten